# حدث متعدد الرياضات
الحدث متعدد الرياضات هو حدث رياضي منظم، يقام غالبًا على مدار عدة أيام، ويتضمن المنافسة في العديد من الرياضات المختلفة بين فرق منظمة من الرياضيين من (معظمهم) دول قومية. كان أول حدث رياضي كبير حديث متعدد الرياضات ذا أهمية دولية هو الألعاب الأولمبية، التي أقيمت لأول مرة في عام 1896 في أثينا، اليونان، واستلهمت من الألعاب الأولمبية القديمة، وهي واحدة من عدد من الأحداث المماثلة التي أقيمت في العصور القديمة. تتمتع معظم الأحداث الرياضية المتعددة الحديثة بنفس البنية الأساسية. تقام الألعاب على مدار عدة أيام في "المدينة المضيفة" وما حولها، والتي تتغير لكل مسابقة. ترسل البلدان فرقًا وطنية إلى كل مسابقة، وتتكون من رياضيين فرديين وفرق تتنافس في مجموعة واسعة من الرياضات. يُمنح الرياضيين أو الفرق ميداليات ذهبية أو فضية أو برونزية للمركز الأول والثاني والثالث على التوالي. تقام كل لعبة عادة كل أربع سنوات، على الرغم من أن بعضها مسابقات سنوية.